# ベドルジハ・スメタナ
ベドルジハ・スメタナ（またはベドジフ・スメタナ ベトルジヒ・スメタナ、チェコ語: Bedřich Smetana [ˈbɛdr̝ɪx ˈsmɛtana]  発音、1824年3月2日 - 1884年5月12日）は、チェコの作曲家・指揮者・ピアニスト。ドイツ語名のフリードリヒ・スメタナ (Friedrich Smetana)でも知られる。
スメタナは、当時オーストリア＝ハンガリー帝国（オーストリア帝国）によって支配されていたチェコの独立国化への願望やチェコ民族主義と密接に関係する国民楽派を発展させた先駆者である。そのため祖国チェコにおいては、広くチェコ音楽の祖とみなされている。国際的には、6つの交響詩から成る『わが祖国』と、オペラ『売られた花嫁』、弦楽四重奏曲『弦楽四重奏曲第1番 「わが生涯より」』が代表作として知られている。『わが祖国』は、スメタナの祖国であるチェコの歴史、伝説、風景を描写した作品で、第2曲の「ヴルタヴァ」（モルダウ）が特に著名である。
スメタナは、元々ピアニストとして才能を発揮しており、6歳の時には既にピアノ公演も経験している。通常の学業を修めたのち、彼はプラハでヨゼフ・プロクシュの下で音楽を学んだ。彼の最初の民族主義的な楽曲は、彼もわずかに関係した1848年プラハ反乱の中で書かれた。しかし、この時期にはプラハで成功することはなく、スメタナはスウェーデンへと移住した。移住先のスウェーデン・ヨーテボリで、スメタナは音楽教師、聖歌隊指揮者として著名になった。また、この頃から規模の大きいオーケストラ音楽の作曲を開始している。
1860年代初頭、これまでの中央集権的なオーストリア帝国政府のボヘミア（チェコ）への政治姿勢が自由主義的なものへと変化しつつあったことから、スメタナはプラハへと戻った。プラハに戻ってからは、チェコオペラという新たなジャンルの最も優れた作曲家として、人生を過ごした。
1866年に、スメタナ初のオペラ作品『ボヘミアのブランデンブルク人』と『売られた花嫁』が、プラハの仮劇場で初演されている。前述のように、後者は後に大きな人気を得ることになる。同年には、スメタナは同劇場の指揮者に就任しているが、彼の指揮者ぶりは論争の的となった。プラハの音楽関係者たちのある派閥は、彼を「チェコのオペラスタイルの発展とは反目するフランツ・リストやリヒャルト・ワーグナーの前衛的なアイデアを用いる指揮者」であると考えていた。その対立はスメタナの創作業にも暗い影を落としたばかりか、健康状態をも急速に悪化させた。最終的に健康状態の悪化が原因で、1874年にスメタナは同劇場の職を辞している。
仮劇場を辞した1874年の末頃になると、スメタナは完全に失聴してしまうが、その一方で劇場の義務と、それに関連する論争からは解放された。この後、スメタナは残りの人生のほとんどを作曲に費やすようになる。彼のチェコ音楽への貢献は、ますます著名になり大きな名声を得ることになった。しかし精神を蝕む病に侵されたことから、1884年には保護施設へと収監され、それから間もなく亡くなった。
現在でも、チェコにおいては、スメタナはチェコ音楽の創始者として広く知られており、彼の同世代たちと後継者たちよりも上に位置付けられている。しかしながら、スメタナの作品はその内の少数が国際的に知られるのみで、チェコ国外においては、アントニン・レオポルト・ドヴォルザークがより重要なチェコの作曲家であるとされることが多い。

## 生涯

### 家族背景と少年時代
ベドルジハ・スメタナは1824年3月2日、ボヘミア北部、現在のパルドゥビツェ州に位置する都市リトミシュルで生まれた。リトミシュルはプラハの東に位置し、ボヘミアとモラヴィアの歴史的境界の近い町で、当時はオーストリア帝国（ハプスブルク君主国）領であった。父はフランティシェク・スメタナ（1777-1857）で、母はフランティシェクの3番目の妻であるバルボラ・リンコヴァーである。ベドルジハは、フランティシェクとバルボラの間の3番目の子供で長男であった。フランティシェクには、前の2人の妻との間に8人の子供がおり、内5人の娘が幼少期を生き残っている。フランティシェクとバルボラは10人以上の子供をもうけており、内7人が成人になっている。この地域を治めるハプスブルク家の敷いた制度により、ドイツ語がボヘミアの公用語であった。この社会的な理由と仕事の関係から、フランティシェクはチェコ語を話すことができたものの、生活においてはドイツ語を使用していた。そのため、彼の子供達は、かなり年を取るまで正式なチェコ語を知らないままであった。

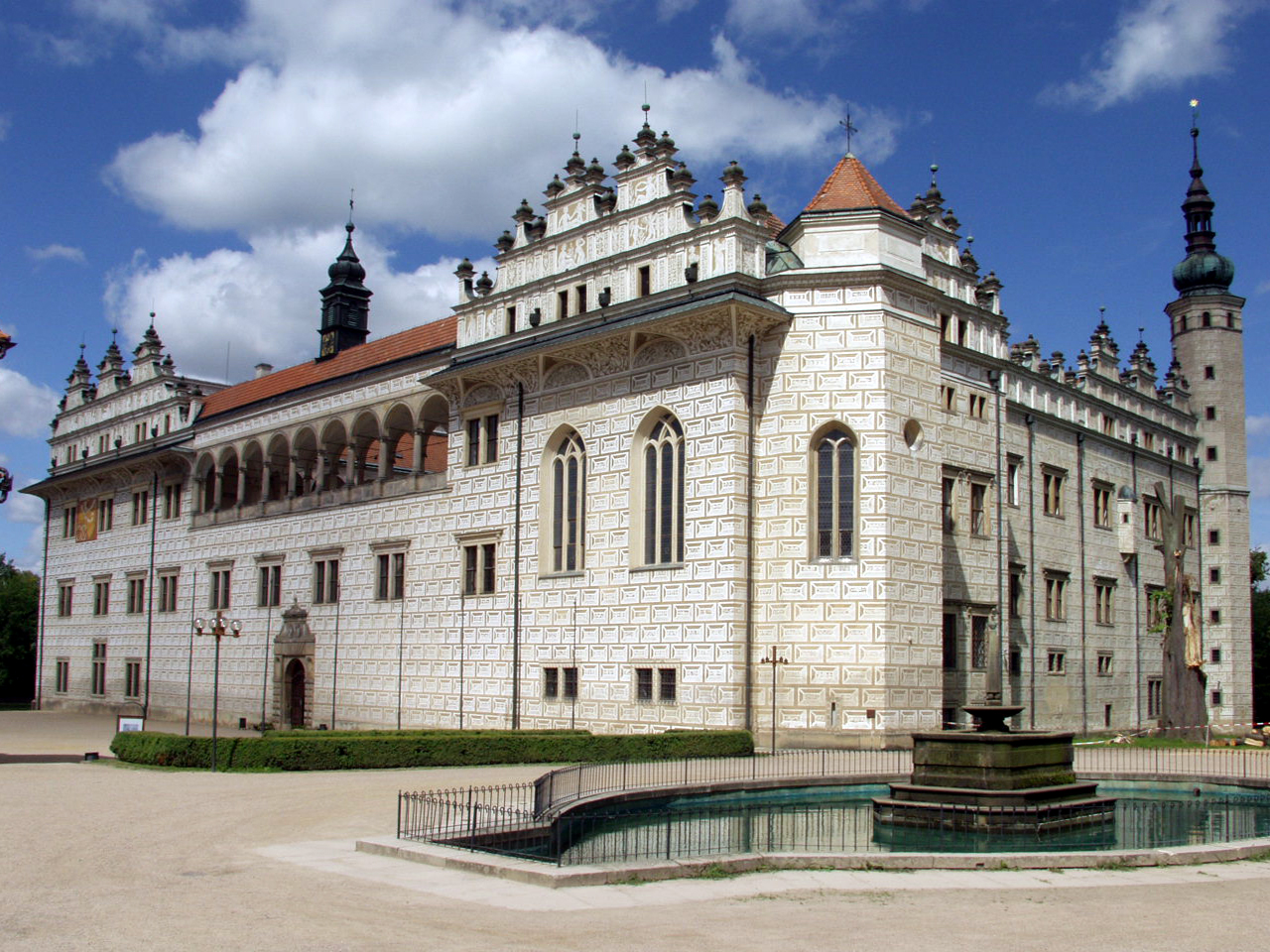
スメタナの生地、リトミシュルにあるヴァルトシュタイン家の城

元々スメタナの一族は、ボヘミアのフラデツ・クラーロヴェーに居住しており、フランティシェクの代にリトミシュルへと移住している。フランティシェクは、最初ビールの醸造業の商取引を学び、ナポレオン戦争中にフランス帝国軍に衣類と食糧を供給することによって、中流階級の富を獲得した。その後、1823年にリトミシュルに移る前まで、彼はいくつかのビール醸造業の経営を行っていた。リトミシュルには、当地をリトミシュル城を中心に治めていた、ヴァルトシュタイン伯のビール醸造者として移っている。
フランティシェクは、若い頃に少しばかりヴァイオリンを習った程度であったが、音楽に関しては才能が有り、仕事を終えた直後に友人たちと一緒に弦楽四重奏を演奏することを楽しんでいた程の音楽好きであった。ベドルジハは、父の影響から早くに音楽に触れたこともあって、幼少期から音楽的才能を開花させ、早い時期からヴァイオリンを学んでいる。彼も父と友人たちとの演奏に参加しており、弦楽四重奏曲などを演奏していた。のちにピアノも本格的に習って上達し、ヴァイオリンよりもピアノの方を気に入ったという。
1830年、6歳の時に、ベドルジハは公の場で演奏している。このコンサートはリトミシュルの哲学学校で行われ、ベドルジハはダニエル＝フランソワ＝エスプリ・オベールのオペラ『ポルティチの唖娘』の序曲のピアノ編曲版を演奏し、好評を得た。なおヴァイオリンを習っている際、即興でワルツを弾き教師が書きとったものがスメタナの最初の作品であるとされている。
1831年にフランティシェクがチェルニン伯に仕えることとなり、スメタナ一家はリトミシュルからボヘミア南部のインドジフーフ・フラデツへ移る。当地は、グスタフ・マーラーの出身地であるイフラヴァの南西50kmほどにある小さな町である。スメタナは、この地で小学校に通い、その後ギムナジウムに入学した。またこれと並行して音楽教育も受けており、ヴァイオリンとピアノを学んでいる。また、ヴァイオリニストでオルガニストのフランティシェク・イカヴェッツ（1800-1860）に作曲を習い、1832年（当時8歳）には『ギャロップ』と題されたニ長調の短い小品を作曲している。同曲はスケッチの形で現存している。
1835年に、父・フランティシェクが第一線から退き、ボヘミアの南東地域の農場へと移る。そこには適当な学校が無かったため、スメタナはイフラヴァのギムナジウムに通うようになる。しかしホームシックとなり、勉強を行うことができなくなってしまった。そのため、1836年にニェメツキー・ブロト（現ハヴリーチュクーフ・ブロト）のカトリック修道会・Premonstratensianの学校に再度転校している。この学校ではホームシックに苦しむこともなく、幸せな少年期を過ごしている。この地で友人となった者の中には、後にチェコの進歩派の作家となるカレル・ハヴリーチェク・ボロフスキーがいる。ハヴリーチェクは、1838年にカレル大学へと進学しプラハへ転居した。

### 音楽家の下積み時代

#### 第一歩
ハヴリーチェクに刺激を受けたスメタナは、プラハに進学することを父・フランティシェクに請願する。当初フランティシェクはプラハ行きには反対していたものの、最終的にはスメタナのプラハ行きに賛成し、スメタナは1839年にプラハに移った。スメタナは、ヨセフ・ユングマンが教鞭をとるアカデミック・グラマー・スクールに在学した。ユングマンは、チェコ国家復興運動の第一人者となる著名な詩人で言語学者であった。しかしながら、スメタナは、出身地のマナーに関してクラスメートから嘲笑の対象となるなど、学校に馴染むことができず、スメタナはすぐに学校に行かなくなった。スメタナはコンサートに通い、オペラに通い、軍楽隊の演奏を聞き、自作曲のためにアマチュア弦楽四重奏に参加していた。フランツ・リストが、プラハでピアノリサイタルを行った後、スメタナは音楽家の道が、自身が喜びを見出すことのできる唯一の道であると確信するようになる。彼は日記に、「作曲ではモーツァルト、テクニックではリストになるために」と書いている。しかし、フランティシェクに学校の無断欠席がばれてしまったため、プラハから連れ戻されてしまい、スメタナのプラハでの充実した生活は終わりを迎える。フランティシェクはこの時、音楽を気晴らしの娯楽として考えており、音楽家を職業としては見ていなかった。その後、スメタナは少しの間、叔父とノヴェー・メェスト・ナト・メトゥイーで暮らしていた。その地で、スメタナは従姉妹のルイサと恋愛関係となった。彼は、その情熱を『ルイサのポルカ』(Louisina Polka)で表現している。この曲は、スメタナの作曲した楽曲で完全に残っている物のうち、もっとも初期のものである。
その後、プルゼニのカトリック修道会・Premonstratensianの学校で教師をしていた年上の従兄、ヨゼフ・スメタナがベドルジハの残った学校の就学期間中、彼の面倒を見ることを申し出た。1840年夏にスメタナはプルゼニに移った。1843年に学校を卒業するまで、スメタナはプルゼニで過ごした。スメタナのピアニストとしてのテクニックは、プルゼニの多くの夜会で求められるまでになっていた。スメタナ自身は、この多忙な人生を楽しんでいた。この中には、いくつもの恋愛も含まれており、最も重要なものはカテジナ・コラージョヴァーとのものである。彼女は、幼い時期から顔見知りの女性であった。スメタナは完全に彼女に魅了されており、彼は日記に「彼女の傍に居ないと、私は赤く熱された石炭の上に座っているかのように、平穏でいることがきない」と書いている。スメタナは彼女のためにいくつかの楽曲を作曲している。その中には2つのカドリーユ、デュエット、左手のための不完全なピアノ練習曲がある。また、この時期に、スメタナは初めて管弦楽曲（メヌエット）を作曲している。

#### 学生と教師
スメタナが学校を卒業するまでの間に、父・フランティシェクの財産は少なくなっていた。フランティシェクは、この頃にはベドルジハが音楽家の道を追うことに賛成していたものの、金銭的な支援を行うことができなくなっていた。1843年8月、スメタナは僅か20ガルデンを持ってプラハに移るが、短期間で成功する展望は無かった。正式な音楽教育を完全に受けていなかったことから、スメタナは教師を必要とし、前述のカテジナ・コラージョヴァーの母から、カテジナがちょうど在籍しているプラハ音楽大学の長であるヨゼフ・プロクシュを紹介される。
プロクシュは、当時としては最新の指導法を用いており、ベートーヴェンやショパン、ベルリオーズ、更にリストのライプツィヒサークルの楽曲を用いていた。1844年1月、プロクシュはスメタナを生徒にとることに同意し、同時に貴族であるトゥーン卿の家族の音楽教師の職を確保し、スメタナの経済的困窮を救おうとした。
それからの3年間、スメタナはトゥーン家の子供たちのピアノ教育を行いながらプロクシュの下で理論と作曲法を学んだ。この期間に彼が作曲した楽曲には、歌曲、ダンス、バガテル、即興曲、ピアノソナタト短調がある。
1846年、スメタナはベルリオーズがプラハで行ったコンサートに出席しており、確定はしていないものの、プロクシュによってレセプションでこのフランスのマエストロ（ベルリオーズ）に面会したとされる。またトゥーン卿の家で、ロベルトとクララのシューマン夫妻に面会しており、この時自作のピアノソナタト短調を夫妻に見せている。しかし、その曲はあまりにもベルリオーズからの影響が強すぎるとして、夫妻から認められることはなかった。このような日々の中で、カテジナとの関係がより親密になる。
1847年6月、スメタナはトゥーン家の音楽教師の職を辞した上で、後任にカテジナを推薦した。彼はその時、西ボヘミアへの演奏旅行に出発し、コンサート・ピアニストとしての名声を確立することを望んでいた。

### 音楽家としての活動初期

#### 革命への傾倒
スメタナの西ボヘミアでの演奏旅行はサポートが貧弱であったため、彼はそれを中止しプラハへ戻った。プラハでは彼は私的に音楽の生徒をとり、また時折室内楽コンサートに伴奏者として出演し生計を立てていた。また、スメタナは初めての一流の管弦楽曲、『祝典序曲 ニ長調』の作曲を始めた。

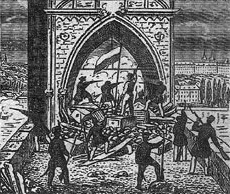
1848年、プラハのカレル橋に設けられたバリケードの様子。スメタナは少しではあるが、この蜂起に参加した。

1848年の短期間、スメタナは革命運動に傾倒していた。同年にヨーロッパを席巻した政治的変化と動乱の風潮の中、プラハでは民主化運動がおこり、この中でスメタナは、旧友であるカレル・ハヴリーチェク・ボロフスキーと再会した。ボロフスキーは、政治的自治を得るためにハプスブルク家の専制支配に終止符を打つことを主張していた。この市民兵たち（"Svornost"）は、想定されうる攻撃に対してプラハを守るための防御策を講じた。スメタナは、愛国的な楽曲のシリーズを書いた。その中にはチェコ国家の番人とプラハ大学の学生グループそれぞれに捧げられた行進曲、ヤーン・コラールの詞に楽曲を付けた『自由の歌』がある。
1848年6月、ハプスブルク家の軍が反乱の動きを鎮圧するために動き始め、プラハはアルフレート1世・ツー・ヴィンディシュ＝グレーツに指揮されたオーストリア軍の攻撃にさらされるようになった。市民兵のメンバーとして、スメタナはカレル橋のバリケードの人員を助けた。この初期の蜂起はすぐに鎮圧されたが、スメタナはハヴリーチェクのようなリーダー達が受けたような国外追放や投獄を免れた。市民兵におけるスメタナの僅かな仕事の間、彼は作家であり急進派の先鋒であったカレル・サビナに会っている。彼は後に、スメタナの最初の2つのオペラにリブレットを提供することになる。

#### ピアノ学校
1848年初頭、スメタナはフランツ・リストに手紙を書いている。スメタナは彼に会ったことはなかったが、新しく作曲したピアノ曲『6つの性格的な小品』の献呈を受けてもらい、加えてそれを出版社に薦めてもらうように頼んだ。更には、音楽学校開校のために400グルデンの借金の依頼も行った。
このスメタナからの手紙に対して、リストは真摯な返事を出しており、その中で、献呈を受け、出版社を見つけることを助ける約束したが、金銭的援助は断った。この激励は、スメタナの後のキャリアにおいて非常に大きな価値を持つ友人関係の始まりでもあった。リストからの資金援助は受けられなかったものの、1848年8月終わり頃に、スメタナは12人の生徒でピアノ学校を始めた。
混乱の時期の後、その学校の評判は高まっていき、特にチェコの民族主義を主張する者たちの間で短い間であるが流行するようになった。プロクシュは、人々の大義のためのスメタナのサポートについて手紙を書いており、彼は「私のアイデアをチェコ語に変換する有能な者になるかもしれない」と述べている。
1849年、スメタナの音楽学校はカテジナの両親の家に移転し、著名な訪問者が訪れるようになった。たとえば、リストは定期的に訪れており、前オーストリア皇帝で退位後プラハに住んでいた、フェルディナント1世は、学校のマチネー・コンサートに出席している。これらのコンサートでのスメタナのパフォーマンスは、プラハでの音楽家としての生活の著名なものとなった。金銭的に安定したこの時期の1848年8月27日、スメタナはカテジナと結婚した。結婚後、1851年から1855年に4人の娘が2人の間に生まれている。

#### 新進気鋭の作曲家
1850年、スメタナの革命に近い思想にもかかわらず、彼はプラハ城におけるフェルディナント1世の常任宮廷ピアニストの職を手に入れる。スメタナは、ピアノ学校での教鞭をとりながら、ますます作曲に打ち込むようになった。彼の楽曲は、主にピアノのための楽曲で、その中には3パートからなる『婚礼の情景』や、後に『売られた花嫁』に使われる楽曲のいくつかがこの時期に作曲されている。
またスメタナは、多くの実験的作品を書き、『6つのアルバムの綴り』という名前に集めている。また、ポルカのシリーズも書いている。1853年から1854年の間、スメタナは管弦楽曲『祝典交響曲』の作曲を行っている。同曲は、フランツ・ヨーゼフ1世の成婚を記念して作曲された。この交響曲は、当時のオーストリア帝国国歌『神よ、皇帝フランツを守り給え』の参照が十分目立っていないという理由で、皇帝側から受け取りを拒否された。上演阻止はされなかったため、スメタナは自費でオーケストラを雇い、1855年2月26日、プラハのコンヴィクト・ホールで同交響曲を上演している。この交響曲は冷淡な反応を受け、コンサートは金銭的失敗に終わった。

#### プライベートでの不幸と職への幻滅

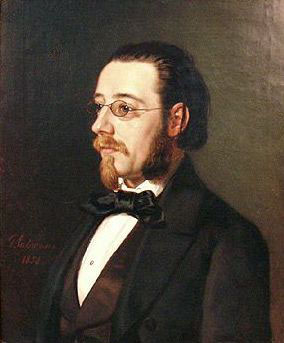
スメタナの肖像画（油絵、1854年）

1854年から1856年の間、スメタナは次々と家庭の不幸に見舞われる。1854年7月、次女ガブリエレが結核で2歳で死去。翌年には、音楽的才能を見せていた長女のベドジーシカが、猩紅熱により4歳でこの世を去っている。スメタナは、彼女の思い出を偲んで、『ピアノ三重奏曲ト短調』を作曲している。同曲は、1855年12月3日にプラハで演奏されたが、スメタナによれば、リストには称賛されたものの、評論家たちには厳しい評価を返されたという。現在では、同曲は深い感情が満たされた傑作と評価されている。この後もスメタナには不幸が続く。ベドジーシカの死から少しして、四女カテジナが生まれたものの、1856年6月に亡くなっている。その上、この時期には、妻であるカテジナも結核の診断を受けている。
1856年7月、スメタナは旧友であり、革命運動を共にした友人、カレル・ハヴリーチェク・ボロフスキーが死去したというニュースを聞いている。プラハの政治的風潮は、更なる陰鬱の原因となっていた。具体的には、より賢明な政府及びフランツ・ヨーゼフ1世の1848年の即位に伴う社会改革への希望は、アレクサンダー・フォン・バッハ男爵の下のオーストリア絶対主義によって色褪せていた。
ピアノ学校の名声とは裏腹に、スメタナのコンサート・ピアニストとしての地位は、同世代のピアニスト、アレクサンダー・ドライショクよりも下であると一般的には考えられていた。評論家たちは、リストよりもショパンに通じるスメタナの「繊細で、透き通るような指使い」を評価していたものの、彼の身体的な脆さが彼のコンサートピアニストへの野心には深刻な欠点となっていると確信していた。
この時期の、スメタナの成功した演奏としては、1856年1月のモーツァルト生誕100周年記念コンサートにおける、『ピアノ協奏曲第20番』の演奏であった。スメタナのプラハへの幻滅は大きくなり、そして、おそらくスウェーデンでのドライショクの評価に影響されて、スメタナは同地での成功を目指すことに決めた。両親へ「プラハは私を認めようとはしない。だから私はそこを離れる」と手紙を書き、1856年10月11日、スウェーデン・ヨーテボリへ旅立った。

### 海外での活動

#### ヨーテボリ
スメタナは最初、カテジナ抜きでヨーテボリに向かった。リストへの書簡によると、彼は、そこの人々は音楽的には洗練されていないと述べている。しかし、彼はそれを「自分がプラハで達成できなかっただろう衝撃を与える」良い機会だとみなしていた。彼が到着してから数週間のうちに、彼は最初のリサイタルを開き、音楽学校を開いた。そして、ヨーテボリ古典合唱音楽協会の指揮者にもなった。数か月のうちに、スメタナはヨーテボリで、職業的にも社会的にも認められるようになった。作曲にはほとんど時間を割くことができなかったものの、仮に『Frithjof』と『The Viking's Voyage』と題された2つのオーケストラ曲を目指した。しかしながら、この2曲はスケッチは作成されたが、途中で放棄された。1857年に同地で2回ピアノの演奏会を行っており、同年4月17日に行われた演奏会ではベートーヴェンのピアノ協奏曲第3番を演奏し、批評家たちから大いに絶賛されている。

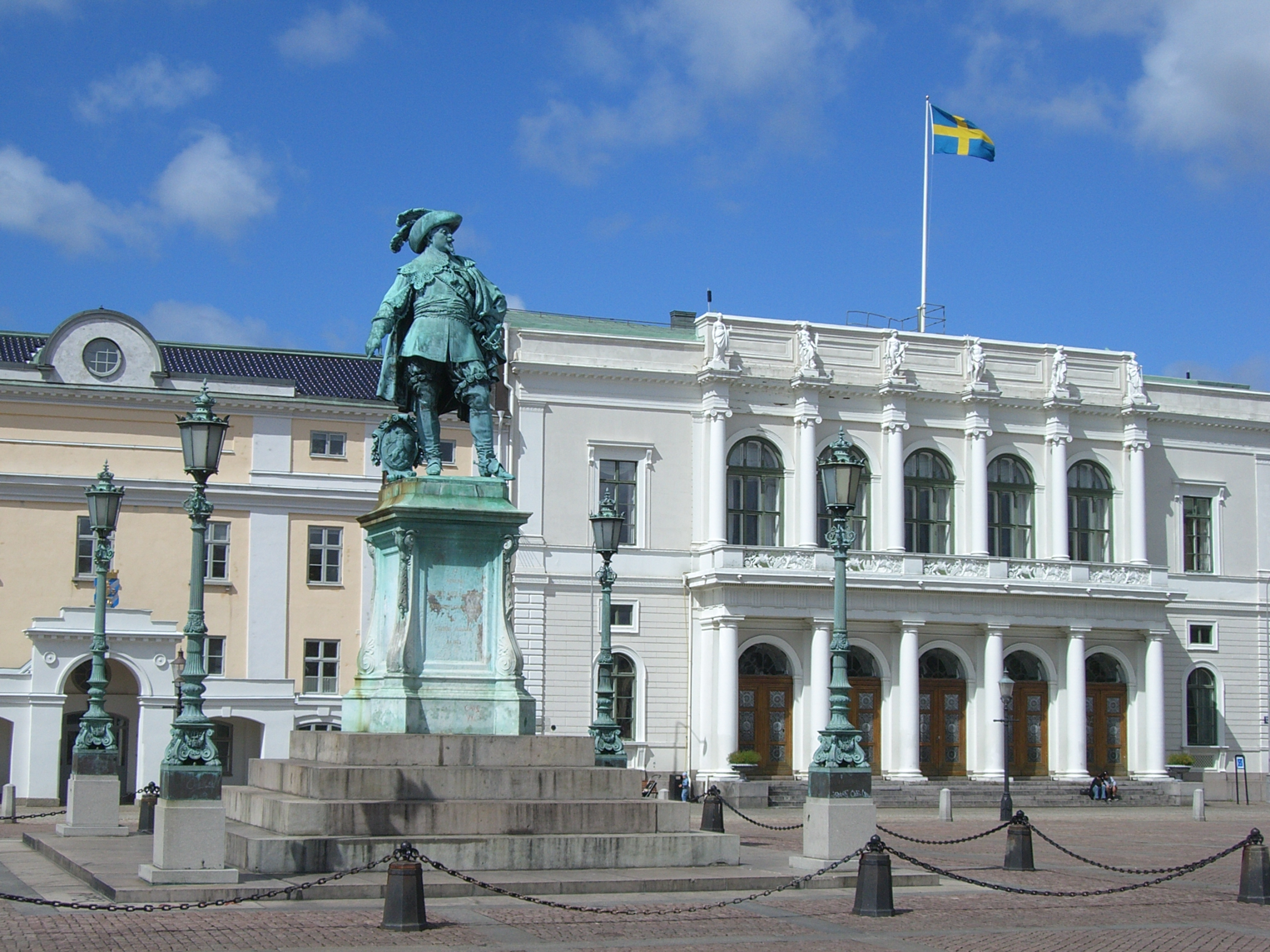
スウェーデン・ヨーテボリの街並み。スメタナは1856年から1861年の間滞在した。

1857年5月にスメタナはプラハに一時帰国し、体調を崩しているカテジナに面会した。また、6月には父・フランティシェクが亡くなっている。9月末に、スメタナはカテジナと娘のゾフィーと共にヨーテボリに戻る。ただし、ヨーテボリに行く前に、ヴァイマルのリストを訪問している。この時には、カール・アウグスト・ゲーテ＝シラー・ジュビリー式典の機会があり、スメタナは演奏に出演し、リストの『ファウスト交響曲』、交響詩『理想』を演奏した。リストは、スメタナのこの後の創作活動を通して最も影響力のある音楽家であった。そして、この時、彼の魂は完全に復活し、ヨーテボリでの比較的芸術家から隔絶された彼を救った。
スウェーデンに戻ってから、スメタナは、生徒の中の若い主婦と親しくなる。彼女は、フレーダ・ベネッケ (Fröjda Benecke)と言い、彼を物思いにふけるようにし、最終的に彼の愛人となった。彼女のために、スメタナは、シューベルトの歌曲集『美しき水車小屋の娘』から2曲を編曲し、加えてスメタナの初期のピアノ曲を『舞踏会のおもかげ』とタイトルされたポルカに編曲した。併せて彼は、より大規模な作曲を始めた。1858年、彼は交響詩『リチャード三世』を完成された。続いて、スメタナはフリードリヒ・シラーの三部作『ウォーレンスタイン』に触発されて、『ヴァレンシュタインの陣営』を作曲し、更に3番目の交響詩『ハーコン・ヤルル』の作曲を始める。『ハーコン・ヤルル』は、デンマークの詩人、アダム・エーレンスレーヤーの悲劇を基にしている。スメタナは更に2曲の大規模なピアノ曲、『マクベスと魔女』とリストスタイルのエチュードを作曲した。

#### 死別、再婚とプラハへの帰国
カテジナの健康は徐々に悪化し、1859年の春には最悪の状態になった。彼女は故郷に帰りたいと切望していたため、ドレスデンに戻り、同地で1859年4月19日に亡くなった。スメタナは、彼女が死んだことについて、「gently, without our knowing anything until the quiet drew my attention to her.」と書いている。娘ゾフィーがカテジナに付き添うようになった後、スメタナはヴァイマルでリストと過ごしている。そこで彼は、リストの生徒であるペーター・コルネリウスによって書かれたコミック・オペラ『バグダッドの理髪師』を紹介されている。この楽曲は、スメタナの後の音楽家としての人生をオペラ作曲家にするように影響したと考えられている。同年後半には、彼は弟のカレルのもとに滞在し、カレルの義理の姉妹で16歳年下のバルボラ（ベッティーナ）・フェルディナンディオヴァと恋に落ちた。スメタナは彼女にプロポーズし、1859年から1860年にかけての冬、ヨーテボリに戻ってから、彼女から受諾を得た。
スメタナと彼女がスウェーデンに戻った後、1860年7月10日に結婚した。1861年4月には、スウェーデン王家から招待され、ストックホルムでピアノ演奏をするなど、絶頂期を迎える。同年9月には、スメタナとバルボラとの間の最初の娘、ズデンカが誕生している。
このような中で、1859年、フランツ・ヨーゼフ1世率いるオーストリア帝国軍はソルフェリーノの戦いで敗れ、ハプスブルク君主国は弱体化しつつあり、フォン・バッハの力も落ちつつあった。このことは、徐々にプラハにより開放的な空気を持ち込むようになり、1861年には、スメタナはチェコの民族主義と文化によりよい展望を見出している。スメタナがこれからのことを決める前、9月に、スメタナはオランダとドイツで演奏旅行を敢行した。彼はまだ、ピアニストとして名声を得ることを望んでいたが、再び挫折を経験することとなった。
プラハに戻り、1862年1月、ジョフィーン（Žofín）島コンサートホールで、『リチャード三世』と『ヴァレンシュタインの陣営』とを指揮した。この時の観客は、控えめな反応を示したという。評論家たちは、主にリストに代表される"新ドイツ楽派"を信奉しすぎているとして、スメタナを批判した。スメタナは、「預言者は、自身の土地では敬われないのです。」と返している。
1862年3月、スメタナはヨーテボリを短期間訪れた。しかし、スメタナはヨーテボリをそれほど重要視しなかった。これは、ヨーテボリが彼には田舎の僻地であるように思えたからであった。そして、どんなに困難であっても、プラハで音楽家としての道を進む決意を固めた。スメタナは、「私の祖国が、私が本当の満足を得ることができる唯一の場所であると、心の中にしっかりと根付いている。」と語っている。

### 全国的な名声

#### 名声の模索
1861年、チェコオペラの本拠地として、仮劇場の建設がアナウンスされた。スメタナは、これをオペラを書く良い機会であり、ミハイル・グリンカのオペラにおけるロシアの生活の描写と同じように、ステージオペラにチェコの国民性を反映するものにすると考えた。彼は、仮劇場の指揮者の地位を望んでいたが、結局そのポストには、ヤン・ネポムク・マイールが就くことになった。これは、明らかに、この劇場のプロジェクト内の保守派が、スメタナをリストやワーグナーのような前衛的な作曲達のとりことなっている"危険なモダニスト"であるとみなしたためであった。そして、スメタナは、オペラコンテストに力を注ぐようになった。このコンテストは、ヤン・フォン・ハラハ伯爵によって開催されており、チェコ文化を下敷きにした歴史オペラと喜劇のそれぞれの最優秀作品に選ばれると、600ガルデンの賞金が授与されるものであった。作品を基礎づけるような有用なモデルは無かった（当時は、チェコオペラはジャンルとしてはほとんど存在していなかった）が、スメタナは自身のスタイルを作り上げた。

スメタナは、1848年のカレル橋のバリケードで同志であった、カレル・サビナを劇作家として起用し、1862年2月に台本を受け取っている。その台本の内容は、13世紀、オットー2世によるボヘミア侵攻を題材としたものだった。1863年4月、そのオペラを『ボヘミアのブランデンブルク人』と題して、スコアを出版した。

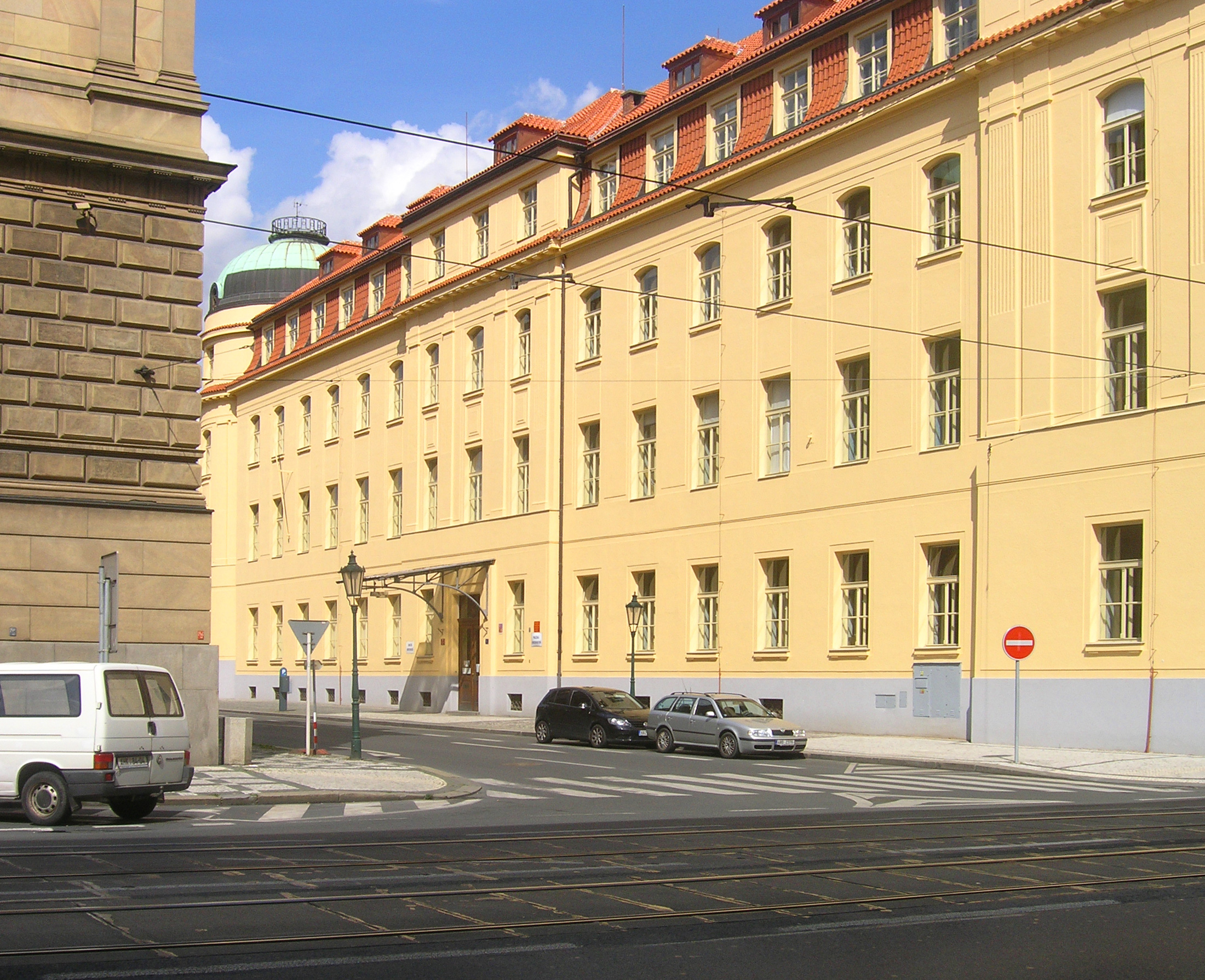
プラハ音楽院 (2007年撮影): スメタナは同院の指導者に応募したが落選している。

彼のキャリアの中で、この時期、スメタナのチェコ語による指示は不十分であった。チェコにおいて、彼の世代は、ドイツ語による教育を受けており、彼はおそらく、母国語で彼自身を表現するのが困難であった。この言語の欠点を克服するために、スメタナはチェコ語文法の勉強を始め、毎日、必ずチェコ語を書き、チェコ語で話すようにした。
スウェーデンからの帰国後すぐにスメタナは民族主義的なフラホル合唱協会の合唱指揮者となった。また、彼のチェコ語の流暢さが徐々に上達し、彼は社会のための愛国的な合唱曲を作曲した。この『3人の騎手』と『裏切者』は、1863年初めに上演された。同年3月、スメタナは、チェコの芸術協会であるUmělecká Besedaの音楽部門のトップに選ばれた。1864年までに、スメタナはチェコ語を流暢に話すことができるようになり、主要なチェコ語の新聞、Národní listyの音楽評論家になるまでになっていた。その間、ベッティーナとの間に娘、ボジェナが生まれている。
1864年4月23日、スメタナはウィリアム・シェイクスピアの生誕300周年記念コンサートで、ベルリオーズの合唱交響曲『ロメオとジュリエット』を指揮している。この時、プログラムに自身の楽曲『シェイクスピア祭のための祝典行進曲』を追加している。同年、スメタナはプラハ音楽院の指導者に応募するも落選。スメタナは、この職をとても期待していた。彼は、スウェーデンの友人への手紙で、「私の友人たちは、その地位はその地位は私のために特別に作られたのだろうといって私を説得しようとしています」と書いている。彼の期待は、彼が急進的と考えられていたリスト派であるとされ、打ち砕かれた。そのポストには、保守的な愛国者、ヨゼフ・クレイチーが就任した。
スメタナがハラハのオペラのコンテストの勝者であると発表されるまで約3年の月日が経過した。その前の1866年1月5日、『ボヘミアのブランデンブルク人』を、仮劇場で熱烈な歓迎の下、上演した。この上演について、仮劇場の指揮者であるマイールは強く反対し、この演目のリハーサルや指揮を拒否した。結局、このオペラは作曲家であるスメタナ自身の指揮の下で上演された。スメタナは、「私はステージに9回呼ばれた」と書いている。チケットは完売し、評論家たちはこぞって称賛したと記録に残っている。しかしながら、このオペラは、徐々に上演されなくなった。音楽史家のローザ・ニューマーチは、『ボヘミアのブランデンブルク人』は長期にわたって上演されるような作品ではなかったものの、スメタナのオペラの芸術性の起源全てを含む作品であったと考えている。

#### オペラ・マエストロ
1863年7月、サビナは2作目のオペラのリブレットを送った。このオペラは、『売られた花嫁』と題されたライト・コメディであった。スメタナは、次の3年間でこのオペラの作曲を行った。『ボヘミアのブランデンブルク人』の成功によって、仮劇場の運営者は、新しいオペラの上演に簡単に同意した。『売られた花嫁』は、1866年5月30日に、セリフ付きのオリジナルの二部構成版で上演された。このオペラは、いくつかの改訂と再構成が行われ、最終的に三部構成となり、やがて、スメタナの国際的な名声を確立するに至った。ただ、このオペラの初演は失敗に終わった。当時は、ボヘミアがプロイセン王国による侵攻の脅威にさらされており、普墺戦争の開戦目前という緊迫した時期な上、この年の中でも最も暑い夕方であったことが原因と言われる。当然、観客の入りは悪く、支出を賄うこともできず、赤字であった。1870年9月、改訂後の最終版を仮劇場で上演した際は、途方もない成功を収めている。
1866年、スメタナは、ドイツ軍の侵略を内容に含んでいる『ボヘミアのブランデンブルク人』の作曲家として、自身がプロイセン侵略軍の標的にされるのではないかと考え、交戦が終わるまでプラハから避難した。8月23日にプラハ条約が締結され、普墺戦争は3か月弱で終戦となった。終戦によって、スメタナは9月にプラハに戻り、それからすぐに、仮劇場の首席指揮者としての職を得て、長年の野心を達成した。この職で、年1200ガルデンの報酬が支払われた。またこのオーケストラには、ヴィオラ奏者として活動していたアントニン・ドヴォルザークが在籍しており、ドヴォルザークは直接教えを受けている。適切なチェコオペラの骨子が無い中で、最初のスメタナはヴェーバーや、モーツァルト、ドニゼッティ、ロッシーニ、グリンカの作品を上演している。この時には、自身の『売られた花嫁』の再上演も行っている。スメタナによるグリンカのオペラ『皇帝に捧げた命』のプロダクションのクオリティは、グリンカの擁護者であったミリイ・バラキレフを激怒させている。これは、長年にわたる2人の間の対立の原因となった。
1868年10月16日、チェコの音楽家を代表するスメタナは、将来の国民劇場の礎石を築くことに貢献した。スメタナは、この時のために『祝典合唱曲』を書いた。これと同じ日の夕方、スメタナの3番目のオペラ、『ダリボル』が、プラハのNovoměstské divadloで初演されている。最初の反応は、温かいものであったが、その評判は芳しくなく、スメタナはその失敗を受け入れざるを得なかった。このオペラはすぐに、仮劇場の指揮者の地位から引きずりおろそうとする圧力に続いて、スメタナへの一連の攻撃の基礎となった。

### 対立
指揮者活動初期、スメタナにはプラハ歌唱学校の指導者、フランティシェク・ピヴォダという強敵がいた。以前はスメタナの支援者だったが、スメタナがピヴォダの学校からよりも海外から歌手を募集したことで、ピヴォダは不当な扱いを受けた。ますます辛辣になる公的なやりとりの中で、ピヴォダはスメタナが、他の作曲家を犠牲にして、彼の経歴をよりよくするために、自身の地位を利用していると主張した。
そして、ピヴォダは、『ダリボル』に関する論争の中で、それを極端な"ワグネリズム"の一例であると呼び、そして、チェコの国民的オペラのモデルとしては不適当であるとしている。"ワグネリズム"とは、ワーグナーの理論を採用していたことを意味している。仮劇場の主宰、フランティシェク・リーガルは、『ボヘミアのブランデンブルク人』の初演後、スメタナをワグネリストの傾向があるとして非難していた。そして、その問題点がついにプラハの音楽界を二分するまでになった。音楽評論家、オタカル・ホスチンスキーはワーグナーの理論は民族のオペラの基礎になるだろうと信じていたし、『ダリボル』が、正しい方向に進み始めた作品であると主張していた。ピヴォダ率いる、対立グループは、イタリアオペラの原則を推奨した。それでは、オーケストラより歌唱の方が、ドラマティックなオペラには重要であるとされていた。
仮劇場の中でさえ、意見は真っ二つに割れていた。リーガルはスメタナを首席指揮者から解任し、マイールを再任するキャンペーンを行った。そして、1872年12月、スメタナの解任を請願する請願書が、86名の署名と共に提出された。これに対して、仮劇場の副主宰であるアントニーン・チーセックによる強いサポートと、ドヴォルザークらのような卓越した音楽家らからの主張によって、スメタナは仮劇場の地位を保証された。1873年1月、スメタナはより高給でより大きな責任を負う、芸術監督として再雇用された。
スメタナは、仮劇場の演目に、新進気鋭のチェコの作曲家たちによるオペラを採用したが、自身の作品についてはそれほど扱わなかった。1872年までに、スメタナは、4番目のオペラである『リブシェ』を完成させた。この作品は、スメタナの作品の中で最も野心的なものであったが、将来の国民劇場のオープニングのプレミアショーのためにすぐに上演されなかった。ピヴォダの策略とその支援者たちは、スメタナを作曲に注力できない状況に追い込み、その上、1871年1月のサンクトペテルブルクにおける『売られた花嫁』の上演に関して、スメタナは相当な不快感を抱えることとなった。これは、観客は熱狂的な反応を返したものの、紙面では酷評されたためであった。その中の一つでは、この作品を「才能のある14歳の少年の作品よりも悪い」と評している。スメタナは、深く傷つき、彼の古くからの敵であるバラキレフが、このオペラへの酷評を扇動していると非難した。

### 晩年

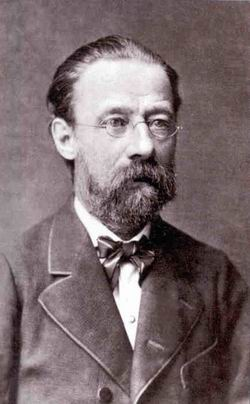
1878年のスメタナ

#### 失聴
仮劇場の芸術監督として再任された後、その職務の中の幾ばくかの期間を使って、スメタナは5番目のオペラ『二人のやもめ』を書き上げた。作曲は、1873年6月から1874年1月の間に行われた。このオペラは、1874年3月27日に仮劇場で初演され、この舞台の後、スメタナの支援者たちは、彼に装飾の施された指揮棒 (baton)を贈呈している。しかし、スメタナと対立する者たちは、彼への攻撃を続けていた。具体的には、マイール体制と比べて、彼の指揮者ぶりを非難し、スメタナの下で「チェコオペラは、あとわずかで死んでしまう病に罹りつつある」と主張した。同年夏ごろまでに、スメタナは病に伏せることになる。咽喉感染症に続いて、発疹、耳に明らかな閉塞が起こった。8月中ごろまで、働くこともできず、彼の仕事は代理として、アドルフ・チェフが担当した。各新聞は、スメタナは「最近の特定の人々によって引き起こされた、精神的な苦痛の結果、病気になった」と書いている。
9月になると、スメタナは健康状態が改善されるまで、職を辞することを仮劇場に伝えた。スメタナの右耳は、既に完全に失聴しており、10月になると残る左耳も同じく完全に失聴し、中途失聴者となった。仮劇場を辞した後、仮劇場は、スメタナに、彼のオペラを、彼がしぶしぶ承諾した構成で上演し続ける対価として、年1200ガルデンの年金を支給することを申し出た。また、これに加えて、以前のプラハの生徒たちと以前愛人だったヨーテボリのフレーダ・ベネッケによる、1244ガルデンに達する支援もあった。この支援は、スメタナが海外で治療を探すことを可能にしたが、結局それは、できなかった。1875年1月、スメタナは彼の日記に、「もし私の病が不治のものだったとしたら、私はこの人生から解放されるべきなのだろうか」と書き残している。彼の精神は、主にお金の問題に加えて、ベッティーナとの関係の悪化によって、この時かなり悪化していた。「私を嫌悪したり迫害する人と、同じ屋根の下で生活することなど出来ない」とスメタナは彼女に伝えた。離婚が協議されたものの、結局、二人は不幸な結婚生活を続けることとなった。
| 1881年開場の国民劇場（左）、火災焼失後1883年に再建された国民劇場（右） |  | 1881年開場の国民劇場（左）、火災焼失後1883年に再建された国民劇場（右） |
| 1881年開場の国民劇場（左）、火災焼失後1883年に再建された国民劇場（右） |  |                                                                        |

#### 遅い開花
悪化する健康の中、スメタナは作曲を続けた。1876年6月、彼とベッティーナ、2人の娘はプラハを離れ、ヤブケニセに引っ越した。この地には、前妻のカテジナとの娘、ゾフィーの家があった。静かな環境に囲まれ、スメタナは平穏の中で仕事をすることができた。プラハを離れる前、スメタナは交響詩『わが祖国』の作曲を開始した。このうち、最初の2曲、「ヴィシェフラド」（Vyšehrad）と「ヴルタヴァ」（Vltava）の2曲は、プラハ滞在中に完成しており、1875年中にプラハで2曲とも演奏されている。ヤブケニセで、スメタナは残りの4曲を作曲し、1882年11月5日に、アドルフ・チェフの指揮の下、初演されている。この時期の他の著名な楽曲としては、『弦楽四重奏曲第1番 ホ短調「わが生涯より」』、ピアノ曲『チェコ舞曲集』、いくつかの合唱曲、そして3つのオペラ『口づけ』、『秘密』、『悪魔の壁』がある。これらは全て、1876年から1882年の間に初演されている。
1881年6月11日、プラハで国民劇場が開場され、長い間先延ばしされていた、スメタナのオペラ『リブシェ』がついに初上演された。スメタナには、最初チケットが渡されていなかったが、間際になって劇場監督の席が用意された。聴衆は、その楽曲に熱狂し、スメタナは繰返しステージに呼ばれた。その出来事から少しして、新しく開場した国民劇場は火災によって焼失した。スメタナは自身が病床にあるにもかかわらず、同劇場の再建のために資金調達を助けた。その結果、1883年11月18日に国民劇場は再建の上、再開場した。再開場の際には、再び『リブシェ』が上演された。
これらの数年で、スメタナは、チェコ国民楽派を代表する音楽家であると認知されるようになった。この地位は、スメタナの最晩年の間に様々なイベントで褒め称えられている。1880年1月4日には、プラハで、スメタナの初公演から50周年を祝う特別コンサートが行われ、スメタナも出席し、1855年の作品『ピアノ三重奏曲 ト短調』を演奏している。1882年5月には、『売られた花嫁』が100回目の上演を記録した。100回目もの上演が行われたオペラは、チェコオペラ史において、先例のない出来事で、このオペラの人気の高さを示している。1884年3月にスメタナの60歳の誕生日を記念して、ガラコンサートと宴会が敢行されたが、スメタナ自身は病が悪化し出席できなかった。

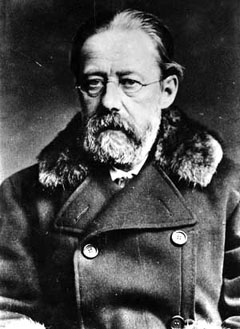
死去直前（1883年頃）のスメタナ

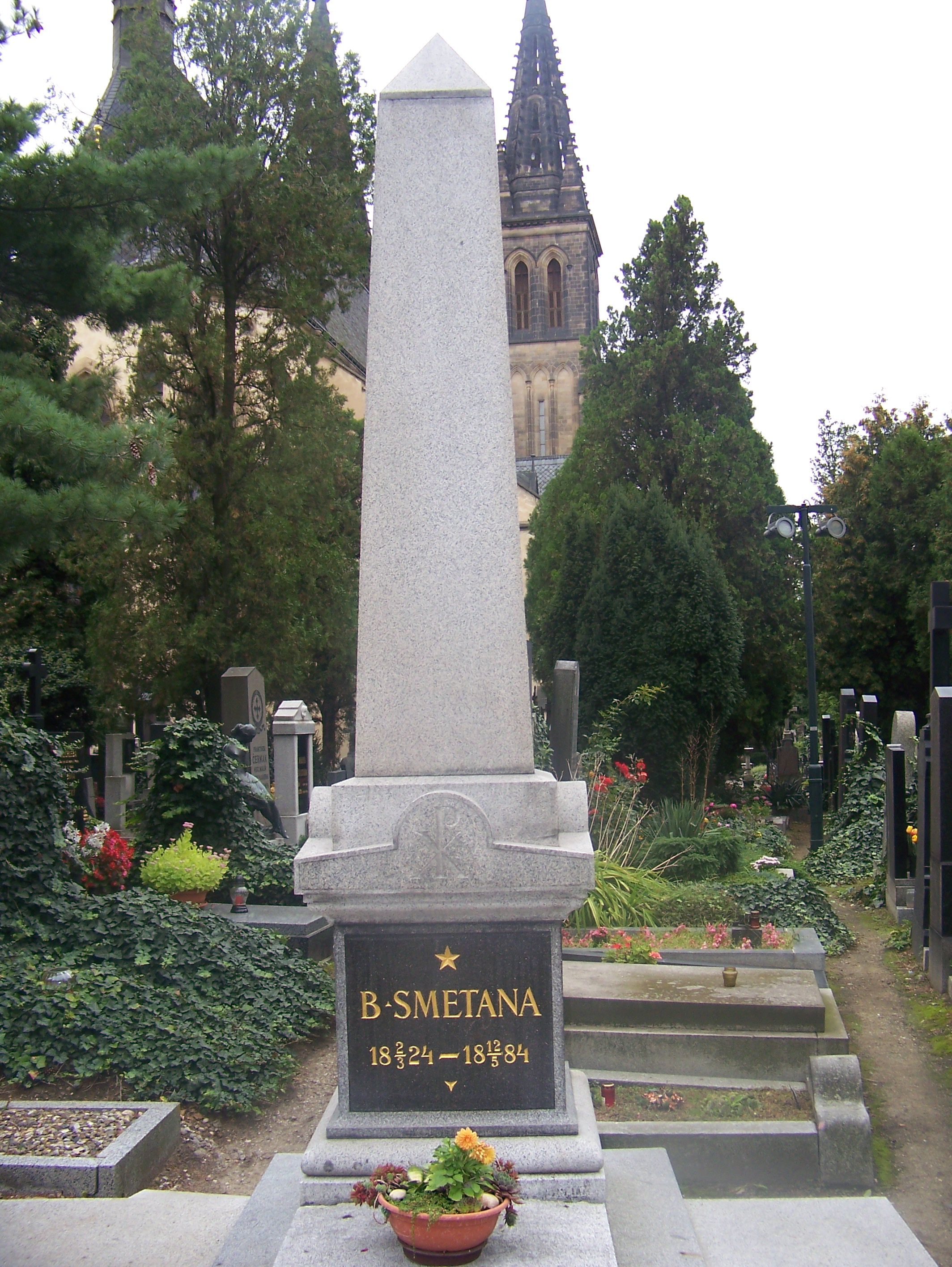
スメタナの墓（プラハのヴィシェフラド民族墓地）

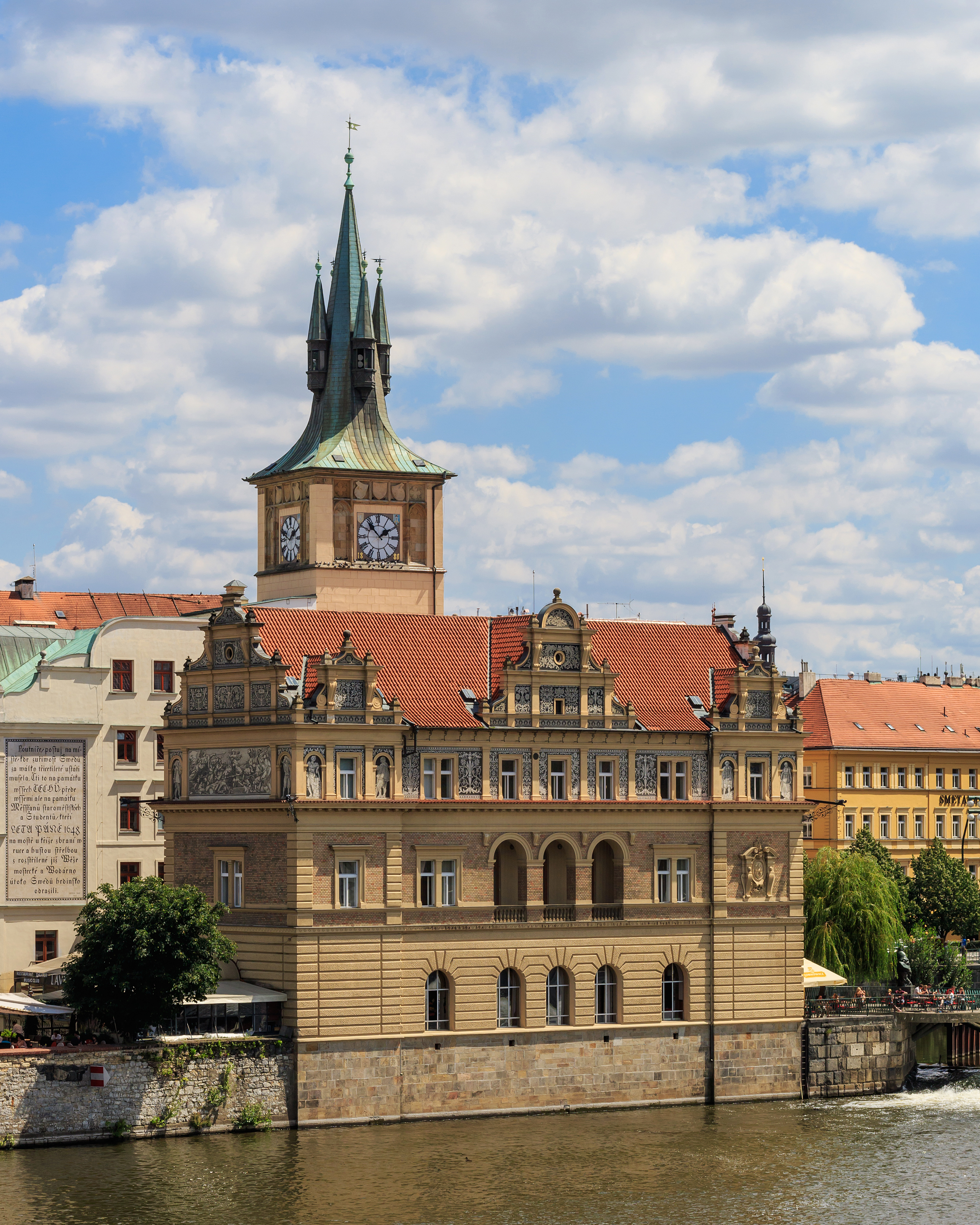
プラハのヴルタヴァ川の河畔にあるスメタナ・ミュージアム

#### 病と死

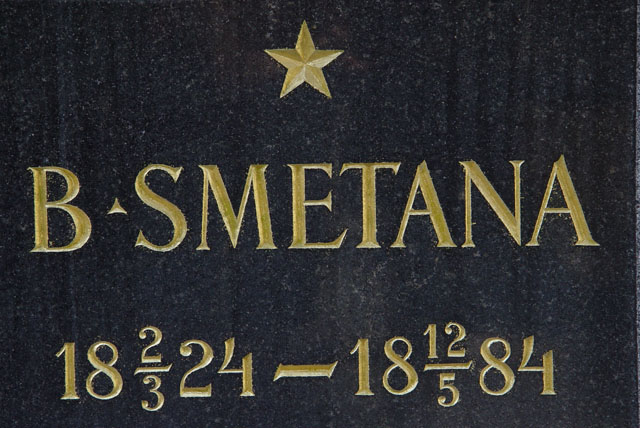
スメタナの墓標

1879年、友人であるチェコ人詩人のヤン・ネルダへの手紙には、スメタナの狂気の芽吹きに対する恐怖が表れている。1882年から1883年の冬の間には、スメタナの頭には血がたまるようになり、眩暈や、痙攣、言葉や記憶の喪失と共に、鬱や不眠、幻覚などの症状が現れるようになった。1883年に、彼は新作交響組曲『プラハの謝肉祭』の作曲を始める。しかし、イントロダクションとポロネーズより先の作曲はなされなかった。更に、1874年に一度手を付けたものの、すぐに作曲を中断していたオペラ『ヴィオラ』の作曲を再開した。この曲は、シェイクスピアの「十二夜」のキャラクターをモデルとしていた。しかし、スメタナの精神状態が徐々に悪化してしまい、結局、このオペラはオーケストレーションが施された15ページ分の楽譜と、50ページほどの歌声部（弦楽の伴奏付き）のみが書かれただけであった。1883年10月、プラハで行われたプライベート・レセプションでのスメタナの態度は、彼の友人たちを動揺させた。1884年2月中ごろになると、スメタナは正気を失いつつあり、定期的に暴力的になった。同年4月20日に、一時躁暴状態となり、彼の看病を行うことが不可能になったスメタナの家族は、4月23日、スメタナをプラハのKateřinky Lunatic Asylum（精神病院）に入院させた。収容されたスメタナは次第に衰弱し、正気に戻れないまま5月12日にこの病院でその生涯を終えた。60歳没。
スメタナの収容された病院は、スメタナの死の原因を老人性認知症と記録している。しかしながら、スメタナの家族は、彼の体と精神の状態の悪化は、梅毒が原因であると信じていた。ドイツの神経学者、エルンスト・レヴィン博士が1972年に出版した、司法解剖記録の研究では、同じ結論に達している。20世紀後半にエマヌエル・ヴルチェック教授が、スメタナの遺体から採取した筋肉組織のサンプルに対して行った実験は、その病気のさらなる証拠を与えた。しかし、チェコの医師、イジー・ランバ博士はこの研究に反論している。ランバは、年齢と組織の状態、そして梅毒とは関係のないスメタナの症状の報告を引用して、ヴルチェックの研究は正確な結論に至る根拠に欠けると主張している。
スメタナの葬儀は、5月15日にプラハの旧市街にあるティーン教会で行われた。それに続いて、ヴィシェフラド民族墓地への行列は、松明を掲げたフラホルのメンバーに先導され、多くの人々がそれに続いた。遺体は、ヴィシェフラド民族墓地後に埋葬された。後に、スメタナの墓は、プラハへ音楽関係で訪問した人々の巡礼地となった。葬儀の日の夕方、国民劇場で予定されていた『売られた花嫁』の上演は、予定通りに行われたが、ステージはスメタナへの敬意を表して黒い布で覆われていた。
スメタナは、ベッティーナと娘であるズデンカ、ボジェナ、ゾフィーによって支えられていた。ただ、彼女たちのだれも、スメタナの音楽家としての生活の中では重要な役割は果たしていない。ベッティーナはスメタナの死後20年以上存命し、1908年に亡くなっている。最初の妻との娘であるゾフィーは、ヨゼフ・シュワルツと1874年に結婚したが、義母であるベッティーナより先の1902年に亡くなっている。残り2人の娘は、結婚したことまでは分かっているが、それ以降の記録は残っていない。スメタナの生涯の記録と、その作品は、プラハにあるスメタナ・ミュージアムで展示されている。このミュージアムは、1926年に建設され、元々、カレル大学の音楽史研究所も併設されていた。1936年に、ミュージアムが独立し、ヴルタヴァ川の河畔にある、以前は水道設備用として使われていた建物に移転した。1976年からは、チェコの音楽ミュージアムの一部となっている。
カナダの昆虫学者で、ハネカクシ科のコレクションで知られるアレッシュ・スメタナ（Aleš Smetana、1931年生まれ）はスメタナの子孫である。

## 音楽

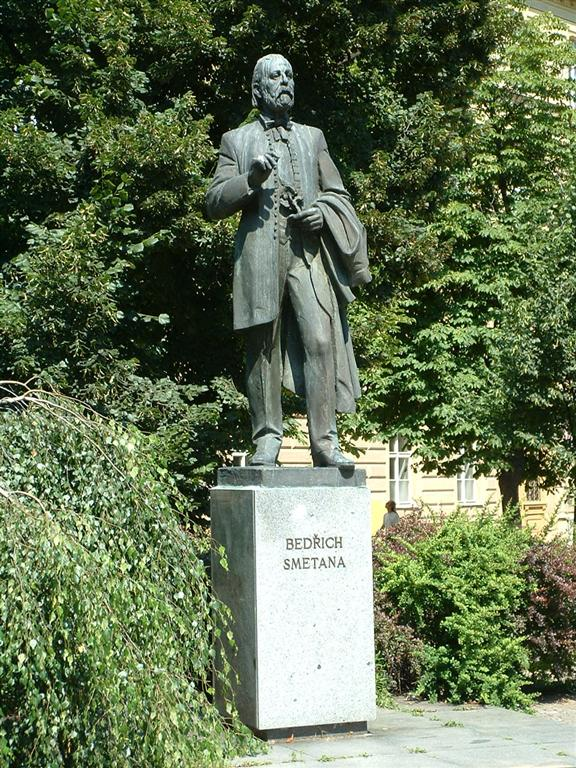
プルゼニにあるスメタナの像

スメタナの楽曲一覧、スメタナのオペラ作品一覧も参照
ニューマーチによると、スメタナが作り上げた芸術の基礎にあるものは、民族主義とリアリズム、ロマン主義である。スメタナの後期のすべての音楽の中に通じる特徴として、叙情的な性質を挙げることができる。オペラを除くスメタナの著名な作品すべては、プログラムのために書かれており、その多くが、明確に自叙伝体である。スメタナの擁護者たちは、スメタナが主に影響を受けたのは、フランツ・リストやリヒャルト・ワーグナー、エクトル・ベルリオーズら、先進的であると認識されていた作曲家たちであると考えている。しかし、そのように主張する人々は、しばしばジョアキーノ・ロッシーニやガエターノ・ドニゼッティ、ジュゼッペ・ヴェルディ、ジャコモ・マイアベーアらのような、伝統的な作曲家からの影響を軽視することがある。

### ピアノ曲
ヨーテボリへ旅立つ前にスメタナが作曲したほとんどの作品がピアノ曲である.。この初期に作曲されたいくつかの作品は、音楽史家のハロルド・C・ショーンバーグによって、「リストの影響を受けた、仰々しい美辞麗句の名手」との評価を下されている。しかしながら、ヨゼフ・プロクシュの下で、スメタナは、より上達し、1846年に作曲した『ピアノソナタ ト短調』と『ポルカ』でその成長を見せている。1848年に発表した、『6つの性格的な小品』はリストに捧げられ、リストは同曲について、「the most outstanding, finely felt and finely finished pieces that have recently come to my note.」と述べている。この時期のスメタナは、フレデリック・ショパンの前奏曲の様式に従った、全ての長調と短調を用いた短い小品による、いわゆる「アルバムの綴り」と呼ばれる作品集を計画していた。この計画は、やや混乱することになった。それは、各曲の作曲は終了したものの、いくつかの調性が繰り返され、いくつかの調性が現れなくなっていた。スメタナがヨーテボリから帰国した後は、スメタナはチェコオペラの開拓に主眼を置くようになってしまい、13年間ピアノ曲の作曲を行っていない。
スメタナは最後の10年間で、3つの充実したピアノ曲集を作曲している。1つ目が、1875年に発表された、『夢-6つの性格的小品』である。この楽曲は、ロベルト・シューマンや、ショパン、リストらのような1840年代の作曲家達をモデルにしたオマージュであり、医療費を賄うために金銭的に苦労していた、かつての弟子に捧げられた。そして、残り2つの曲集は、『チェコ舞曲集』の第1集と第2集である。第1集が1877年、第2集は1879年に発表された。第1集発表時には、出版社に対して、「ショパンがマズルカでのように、ポルカを理想的に表現する」という目的を持っていた。第2集では、チェコの人々が知っているであろう"チェコに実際に存在する踊りの"タイトルが各曲につけられている。

### 声楽曲と合唱曲
スメタナの初期の歌曲は、ドイツ語の歌詞による独唱曲であった。1848年の『自由の歌』を除き、ヨーテボリに滞在するようになるまで、スメタナは完全な合唱曲を書くことはなかった。ヨーテボリに滞在した後、フラホル合唱協会のために作曲された楽曲のほとんどが、無伴奏の男声歌曲であった。スメタナの合唱曲は、一般的に民族主義的性質であるとされる。また作品の規模も、反乱軍で同志であり友人でもあったカレル・ハヴリーチェク・ボロフスキーの死の後に書かれた『祝典合唱曲』のような短い作品から、合唱ドラマの性質を持つ『海の歌』のような作品まで幅広い。
スメタナの人生がおわにり近づくにつれて、スメタナはシンプルな楽曲を作曲する方向に回帰する。この時期の作品としては、『夕べの歌』と題された5曲で、詩人のヴィーチェスラフ・ハーレクの詩を使っている。完成した最後の楽曲である、『われらの歌』では、4曲の最後にJosef Srb-Debrnovによる文章に楽曲が付けられている。スメタナの健康状態にかかわらず、これは、チェコの音楽とダンスによる明るい祝賀曲となっている。この楽曲は、長年の間失われていたが、1924年に再発見され、再発見後に初演された唯一の作品である。

### 室内楽曲
少年時代の、ヴァイオリンとピアノのための幻想曲以降、スメタナが作曲した重奏曲は4曲のみである。しかしながら、これらそれぞれが、深い個人的な意義がある作品である。1855年発表の『ピアノ三重奏曲 ト短調』は、娘であるベドジーシカの死の後に書かれた作品で、全体の曲調は哀調的である。様式は、ロベルト・シューマンに近く、リストの影響も垣間見られる。この後、スメタナが、次の室内楽曲を作曲するまでに20年の歳月が経過している。1876年に『弦楽四重奏曲第1番 ホ短調「わが生涯より」』を発表。同曲は、副題からも推察されるように、自叙伝的な性質を持っており、作曲者であるスメタナの芸術に対する若々しい情熱や、彼の友情や恋が描かれている。しかし、最終楽章では、その雰囲気を一転させ、不吉な弦楽器のトレモロを用い、長く高いEを用いて、彼の難聴の発症が表現されている。医師からの音楽活動の休止の忠告を無視して、1882年から1883年の間に作曲された『弦楽四重奏曲第2番 ニ短調』は、短い時間を見つけては作曲していた作品で、「聴力を失った男の音楽の渦」である。この曲は、スメタナの人生の挫折を表現しているが、完全に陰鬱なわけではなく、明るいポルカも含まれている。この作品は、スメタナ最晩年の作品の一つである。2つの弦楽四重奏曲の間には、スメタナは、ヴァイオリンとピアノの二重奏曲『わが故郷から』を作曲している。同曲は、チェコの民俗音楽と強いかかわりのある陽気さと陰鬱さを混合させた作品となっている。

### 管弦楽曲
スメタナ自身は、最初に発表した大規模な管弦楽曲、『祝典序曲 ニ長調』の出来に満足しておらず、ルートヴィヒ・ヴァン・ベートーヴェンやフェリックス・メンデルスゾーン、カール・マリア・フォン・ウェーバー、ベルリオーズらの作品の一節を研究し、1853年に『祝典交響曲』を作曲した。この曲は、ローザ・ニューマーチから、「ハプスブルク家の姫君への祝婚歌」であると酷評されている一方で、スメタナの伝記作家であるブライアン・ラージは、この曲の中の多くが、作曲者のより円熟した仕事を特徴づけていると考えている。皇帝から受け取りを拒否された交響曲であり、その初演は生ぬるい反応をされたにも関わらず、スメタナはこの曲を破棄することはしなかった。この曲は、1860年のヨーテボリでは好評を博し、改訂版が1882年にプラハで上演されている。この際には、"勝利"に当たる部分を抜いたタイトルで、アドルフ・チェフの指揮で行われた。そのため、今日では、この作品はしばしば祝典交響曲と呼ばれる。
スメタナが、ヴァイマルでリストに会った1857年夏、スメタナはリスト作曲の『ファウスト交響曲』と『交響詩 理想』を聞き、スメタナの管弦楽曲の構成の方針転換のきっかけとなった。これらの作品は、スメタナに、管弦楽曲構成に関係する作曲上の多くの問題の解答をスメタナにもたらした。更に、これらの作品は、スメタナに単純な音楽による装飾よりも、音楽と文章の間の統合によって、文学的な主題を表現するための手法を提示した。これらの見識は、スメタナにヨーテボリで3つの交響詩、『リチャード三世』、『ヴァレンシュタインの陣営』、『ハーコン・ヤルル』を書くことを可能にした。これらの楽曲において、スメタナは、主にサロンピースの作曲家から、現代的な新ロマン主義の作曲家へと変貌を遂げ、大規模編成の扱いが可能になり、最新の音楽概念を実行に移すことができるまでになった。
1862年から、スメタナはかなりの部分をオペラに費やし、いくつかの短い作品を除いて、1872年に、『わが祖国』の作曲を始めるまで、純粋なオーケストラ曲に戻ることはなかった。彼の正規版スコアの冒頭で、フランティシェク・バルトルは、『わが祖国』とオペラ『リブシェ』を、「民族闘争達成の直接的なシンボル」としてひとくくりに扱っている。『わが祖国』は、スメタナの円熟した大規模な作品としては最初の作品で、文章からは独立しており、以前のスメタナの作品よりも、その作品のアイデアは大胆なものとなっている。音楽研究家のジョン・クラップハムは、その曲集について、『チェコの歴史と伝説、チェコの風景の印象の断面図であり、加えて・・・国家の偉大さや精神に対するスメタナの見解を生き生きと我々に伝えている』と述べている。ニューマーチによれば、その民族主義的な連想にもかかわらず、この曲は、『売られた花嫁』の序曲を除く他のスメタナのどの曲よりも、スメタナの名前をはるか高みへと引き上げた。スメタナは、『わが祖国』をプラハの街に捧げた。この曲が1882年11月に初演された後、この曲はチェコ国家様式を正真正銘に表現しているとして、チェコの音楽愛好者たちから絶賛された。その中でも、第2曲目、プラハを通りエルベ川へと注ぐヴルタヴァ川を描写している「ヴルタヴァ」（ドイツ語名のモルダウとしても著名）は、スメタナの管弦楽曲の中でも最も知られ、国際的にも高い人気を誇る作品となった。

### 歌劇
スメタナのオペラ一覧も参照
スメタナは、実質的にフランティシェク・シュクロウプに端を発するチェコオペラの断片を知らなかった。そもそも、シュクロウプの作品は、1回か2回の上演を超えて上演され続けるものはほとんどなかった。新たなる基準を作り上げるという課題の中で、彼の自国語とのつながりを確立するために、伝統的な民俗音楽を使うよりも、スメタナは彼の若い時代に著名だったダンス音楽、特にポルカを使うようになった。スメタナは、存在するヨーロッパの文化、特にスラヴ文化やフランス文化を描いた。しかしながら、アンサンブルと合唱を彼のスコアの基礎にするため、極一部にアリアを利用している。

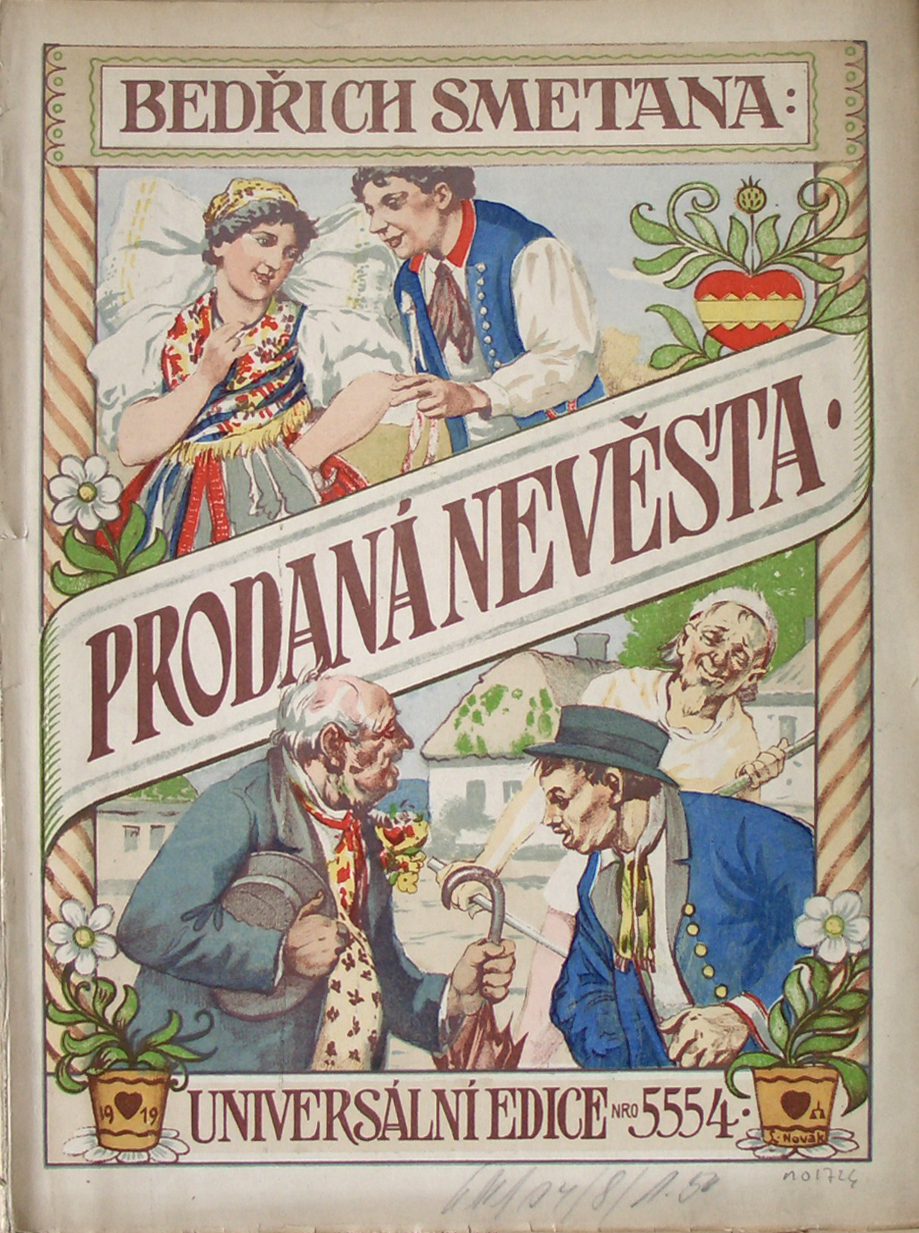
『売られた花嫁』の1919年版のスコア表紙

ワーグナーが再構築したオペラのジャンルの後継者であり、スメタナはそれがオペラの救済になると考えていた。しかしながら、スメタナは過度のワグネリズムであるという非難を一蹴し、十分に「スメタニズム」に占められていると主張した。最初の4つのオペラの主な"愛国的"性格は、後に書かれたオペラにおいては、叙情的なロマンティシズムによってより強化されている。特に最後のオペラ3作品は、スメタナが病に伏せていた時期に作曲された。その最後の3作品中、最初に書かれた『口づけ』は、スメタナが苦痛を伴う薬物治療を受けていた時期に書かれたもので、ニューマーチに澄み渡った美しさを持つ作品であると評されている。この作品の中では、涙と笑顔がスコアを通して、代わる代わる現れる。『口づけ』の台本作家は、若きフェミニストのエリシュカ・クラースノホルスカーである。彼女は、スメタナの最後のオペラ2作品の台本も手掛けている。彼女は、病に臥せっているスメタナの優位に立っていた。事実、スメタナは、主題や、声の性質やソロ、デュエット、アンサンブルの間のバランスなどについて、何一つ意見をしていない。それにも関わらず、スメタナのチェコ語の熟達は、オペラでの言葉の使い方が、初期のオペラよりもさらに洗練されてきたことを示している一方で、評論家たちはこれらの作品について、スメタナの力の衰えをいくつかの部分で指摘している。
スメタナの8作のオペラは、チェコオペラの根本を作り上げたが、その中でも『売られた花嫁』が、スメタナの出身地外において、上演されるだけである。1892年にウィーンで上演され、更に1895年にはロンドンでも上演されるなど、『売られた花嫁』は、急速に世界中の主なオペラ場におけるレパートリーの一つとなった。ニューマーチは、『売られた花嫁』は、"本当の宝石"ではないが、それでも"その宝石のように、完璧にカットされ磨かれた石"であると述べている。『売られた花嫁』の中でも特に知られる序曲は、リブレットの草稿をスメタナが受け取る前にピアノ曲として作曲されたものである。この序曲をニューマーチは、"その向こう見ずな快活さによって、私たちの歩みを鼓舞する"と述べている。クラップハムは、これはオペラの歴史全体における先例の要素は少ないと考えている。スメタナ自身は、後に、自身の業績を軽視する傾向を示しており、「『売られた花嫁』は、単によどみなく書かれた子供の遊びだ。」と述べている。ドイツの評論家、ウィリアム・リッターの視点によると、スメタナの創作力は、3作目のオペラ『ダリボル』で頂点に達したと考えられている。

### 受容
スメタナの出身地においても、一般的な人々にスメタナが認知されるのには時間がかかった。若き作曲家でありピアニストとして、スメタナは、プラハの音楽サークルの中で認知され、リストやプロクシュらのような音楽家には認められる存在であったが、一般聴衆の認知の欠落は、自身に課したスウェーデンへの出国に隠れた重要な事実であった。帰国後、スメタナは特に真剣に考えられることもなく、新作楽曲の聴衆を集めるのにも苦労することになった。そのため、空に近いホールでの上演や、それと大差ない1862年1月のゾフィン島における『リチャード三世』と『ヴァレンシュタインの陣営』の演奏会の後、彼の"名誉なき預言者"と評された。
スメタナ最初の記録すべき公での成功は、スメタナ最初のオペラ『ボヘミアのブランデンブルク人』の1866年の上演である。この時、スメタナは既に42歳になっていた。彼の2作目のオペラ『売られた花嫁』の初演は、普墺戦争の開戦目前という不運な時期に行われたが、その後、今でも人気を得る大成功となった。それまでとは異なるスタイルのオペラである3作目『ダリボル』は、ワーグナーの音楽ドラマに近く、聴衆にはたやすく理解することができず、チェコオペラは民俗音楽をベースにするべきであると信じきっている評論家たちからは、激しい非難にさらされることとなった。『ダリボル』は、数回の上演を行っただけで、その後は姿を消した。それ以来、仮劇場の指揮者というスメタナの地位に付随する陰謀は、彼の創造的な作品が発表される1874年まで制限されることになった。ただし、『ダリボル』はスメタナが死去してから、2年が経過した1886年に復活公演がなされると、成功を収めている。1890年代には、ザグレブ、ミュンヘン、ハンブルクでも上演された。作曲家であり指揮者でもあったグスタフ・マーラーは、1892年にウィーンにおいて、ダリボルの指揮を行っている。
スメタナ最後の10年は、体調の悪化に関わらず、彼の音楽家人生の中でも最も実り多い時期であり、スメタナは、遅くはなったものの、国家的に認知された。彼の後期のオペラ、『二人のやもめ』と『秘密』は、熱烈な歓迎を受けたが、『口づけ』は"圧倒的な喝采"で歓迎された。儀式的なオペラ『リブシェ』は、スメタナへの轟くような喝采に迎えられている。この頃（1881年）、スメタナの音楽に関する論争は減っており、一般には、チェコ音楽の創始者としての名誉ある人であると認知されてきていた。それにもかかわらず、明らかにリハーサル不足であった『悪魔の壁』の1882年10月に行われた上演は、混沌としたものとなった。そして、スメタナは、"恥辱と落胆"を感じながら離れることになった。しかし、同年11月に行われた、『わが祖国』の全曲初演に続いて送られた喝采によって、この失望がすぐに和らぐこととなった。"誰もが立ちあがり、鳴り止まない喝采の嵐が、6つの楽曲ごとに繰り返された... 「ブラニーク」（最終楽曲）の最後には、聴衆はそれ自体を忘れ、人々は作曲家と挨拶をして別れることができなかった。"と残されている。

## 人物と評判
スメタナの伝記作家は、スメタナを身体的に虚弱で外見も印象的ではなかったが、若いときには少なくとも、彼は、女性が明らかに魅力を感じる生きる喜びを持っていたと述べている。彼はまた激しやすく、多情多感で、頑固な人物であった。これらが、スメタナにビール醸造者か公務員になることを望んだ父の願いを越えて、彼の苦難に満ちた音楽家としてのキャリアを決めた。彼はキャリアを通して、自身の立ち位置を変えることはなかった。たとえば、『ダリボル』に対する厳しい批判が起こった際には、スメタナは、よりワーグナーの音楽ドラマの形式と手法を基礎にしたオペラ『リブシェ』を作曲している。彼の私生活は、ストレスの多いものであった。ベッティーナとの結婚は愛情のないものであり、病気に苦しめられる時期には、完全に破たんしていた。これは、スメタナの人生が終わりに向かうにつれて、貧困に陥っていたことも関係しているといわれる。彼の子供たちとの関係はわずかしか記録されていない。その記録によると、スメタナが精神病院に入った日、娘のゾフィーは「彼女の心が壊れたかのように泣いている」と記されている。

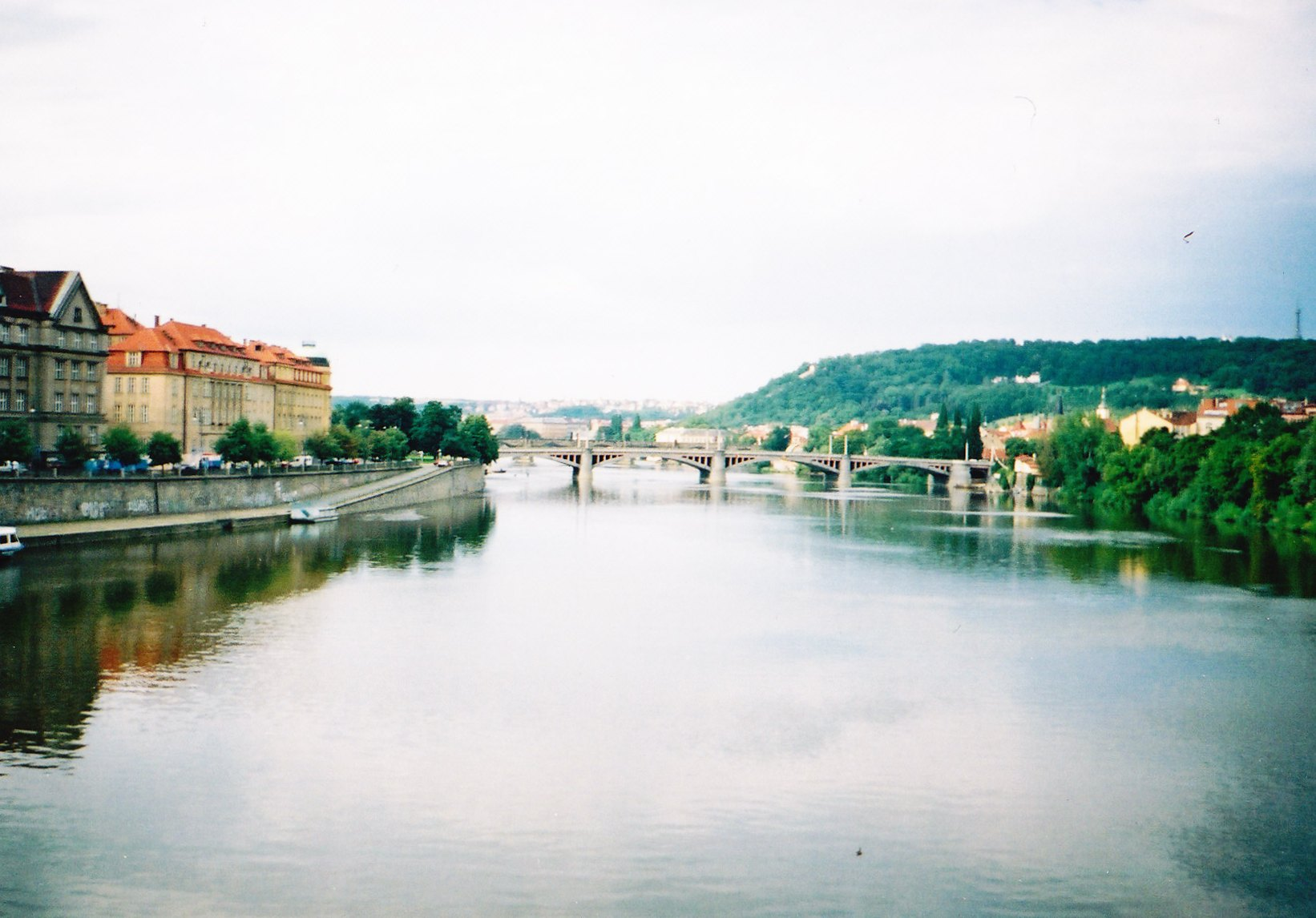
プラハを流れるヴルタヴァ川

スメタナが、それまで存在しなかったチェコオペラの基準を作り、明確にチェコの個性の現れた音楽を書いた最初の作曲家であると、大多数の評論家たちの間で、広く認知されている。そのため、チェコ国民楽派の開祖とされる。別の視点による見解が、音楽ライターのマイケル・スティーンによって述べられている。スティーンは、"民族主義的な音楽"は実際に存在するかどうかと疑問に思っている。「我々は、音楽が究極的には表現であるにもかかわらず、それ自身で、具体的な物体や概念を説明することは苦手であると考えている。」彼は、多くの音楽がそう聞くように慣らされた聴き手に依存していると結論付けている。
音楽学者のジョン・ティレルによると、スメタナは、チェコの民族主義と強い一体感を持っていた。そして、彼の出身地において、彼の晩年の悲劇的な事情が、特に彼の仕事が評価される客観性に影響を及ぼす傾向があった。ティレルはほとんどの象徴的な地位が、スメタナの出身地で、チェコ当局によって、彼に授与されていると主張している。20世紀後半という時期になってさえ同様である。この結果、チェコ音楽の見解として、同世代の作曲家や、アントニン・ドヴォルザークやレオシュ・ヤナーチェク、ヨセフ・スク（ヨゼフ・スーク）のような成功者、もしくは彼らよりは知名度の劣る作品などが軽視されて宣伝されたと、ティレルは主張している。このチェコでの認識は、チェコ国外における認識とは異なっている。海外においては、ドヴォルザークの方がより頻繁に演奏され、知られた作曲家である。ハロルド・C・ショーンバーグは、「スメタナは、チェコ音楽を作り上げた一人であった。しかし、アントニーン・ドヴォルザークは...それを普及させた一人だった」と述べている。
また、1985年から1993年まで発行されていた旧チェコスロバキアの1000コルナ紙幣に肖像が使用されていた。

## 位置付け
スメタナは、明確にチェコの個性の現れた音楽を書いた最初の作曲家であるといわれる。そのため、チェコ国民楽派の開祖とされる。
彼の歌劇の多くは、チェコの題材に基いており、中でも『売られた花嫁』は喜劇として最もよく知られている。彼は、チェコの民俗舞踊のリズムを多用し、また、彼の書いた旋律は時として民謡を彷彿とさせる。彼は、同じ様にチェコの題材をその作品中に用いた作曲家として知られる アントニン・ドヴォルザークに大きな影響を与えた。

## 主な作品
詳細はスメタナの楽曲一覧、及びスメタナのオペラ一覧を参照

### 歌劇
- 『ボヘミアのブランデンブルク人』（1862年）
- 『売られた花嫁』（1863年）
- 『ダリボル』（1867年）
- 『リブシェ』（1872年）
- 『二人のやもめ』（1874年）
- 『口づけ』（1876年）
- 『秘密』（1878年）
- 『悪魔の壁』（1882年）
- 『ヴィオラ』（1874年、1883-84年、未完）
  - シェイクスピアの『十二夜』による。絶筆。

### 管弦楽曲
- 祝典交響曲 作品6（1853-54年）

ボヘミアの独立支持を期待してフランツ・ヨーゼフ1世の成婚を祝して彼に献呈しようとしたが、チェコ人であることを理由に政府からは却下された。当時のオーストリア国歌が第1、2、4楽章に用いられている。
- 交響詩『リチャード三世』（Richard III）作品11（1857-58年）
- 交響詩『ヴァレンシュタインの陣営』作品14（1858-59年）
- 交響詩『ハーコン・ヤルル』（Hakon Jarl）作品16 (1861-62年）
- 連作交響詩『わが祖国』（Má Vlast）（6曲）（1874-79年）
- 祝典序曲 ニ長調 作品4（1848-49年）
- プラハの謝肉祭（1884年）

### 室内楽曲
- 弦楽四重奏曲第1番ホ短調『わが生涯より』（1876年）
- 弦楽四重奏曲第2番ニ短調（1882-83年）
- ピアノ三重奏曲ト短調作品15（1855年）
- 『わが故郷から』（ヴァイオリンとピアノのための、2曲）（1880年）

### ピアノ曲
- ポルカ『ピルゼンの思い出』（1843年）
- ピアノソナタト短調（1846年）
- 2台ピアノ8手のためのソナタ断章ホ短調（1851年）
- チェコ舞曲集第1集（全4曲、1877年）
- チェコ舞曲集第2集（全10曲、1879年）